# Craniophora simillima
Craniophora simillima là một loài bướm đêm trong họ Noctuidae.